# Мост Сямынь — Чжанчжоу
Мост Сямынь—Чжанчжоу (кит. 厦漳跨海大桥) — комбинированный трансокеанический мостовой переход, пересекающий залив Сямынь, расположенный между городами Сямынь и Чжанчжоу; 10-й по длине основного пролёта вантовый мост в мире (5-й в Китае); один из самых длинных мостов в мире и Китае. Является частью скоростной автодороги S1591.

## Характеристика
Мост соединяет северный берег залива Сямынь район Хайцан городского округа Сямынь с южным берегом городским уездом Лунхай городского округа Чжанчжоу.
Длина мостового перехода — 11 700 м. Мостовой переход представлен мостом балочной конструкции и одной секцией двухпилонного вантового моста с длиной основного пролёта 780 м. Высота основных башенных опор — 227 м. Башенные опоры имеют форму перевёрнутой буквы Y.
Имеет 6 полос движения (по три в обе стороны) с допустимой скоростью движения 100 км/час. Открытие моста сократило время в пути между городами Сямынь и Чжанчжоу вокруг залива Сямынь с двух часов до 30 минут через залив.
Мост стал первым вантовым мостом в городе Сямынь.